# Губин, Сергей Павлович
Сергей Павлович Губин (8 мая 1937, Москва — 18 ноября 2024, Москва) — доктор химических наук (1971), профессор (1983), заслуженный деятель науки Российской Федерации, лауреат Государственной премии СССР (1976).

## Биография
Родился 8 мая 1937 года в Москве в семье инженеров Павла Фёдоровича Губина и Людмилы Кондрадовны Ромашко.
В 1954 году поступил на химический факультет МГУ им. М. В. Ломоносова, который окончил в 1959 году. Там же окончил аспирантуру в 1962 году, в 1963 году защитил кандидатскую диссертацию на тему «Окислительно-восстановительные потенциалы замещенных ферроценов» (научными руководителями стали академик АН СССР А. Н. Несмеянов) и Э. Г. Перевалова).
С 1963 года работал в Институте элементоорганических соединений (ИНЭОС) АН СССР. Провёл исследования реакционной способности и электронных эффектов в π-комплексах переходных металлов; выдвинул и обосновал гипотезу об участии электронов σ-остова органических лигандов в образовании связи с переходными металлами в π-комплексах. Установил основные закономерности окислительно-восстановительных реакций π-комплексов переходных металлов.
В 1971 году присвоена учёная степень доктора химических наук по итогам защиты диссертации:
- Электронные эффекты и реакционная способность П-комплексов переходных металлов : диссертация … доктора химических наук : 02.00.00. — Москва, 1971. — 496 с. : ил. + Прил. (230 с.: ил.).

С 1977 года заместитель директора Института неорганической химии СО АН СССР (Новосибирск).
Основатель и первый директор (1979—1980) Института Химии и химической технологии Сибирского отделения АН СССР в Красноярске.
В 1980—1983 годах директор ИНХ СО АН СССР (Новосибирск).
С 1983 года главный научный сотрудник ИОНХ АН СССР (Москва). В 2002 году создал и возглавил первую в России лабораторию Химии наноматериалов.
Губин умер 18 ноября 2024 года в Москве в возрасте 87 лет. В последние годы своей жизни он боролся с диагностированным у него онкологическим заболеванием. Предварительная причина смерти — острая сердечная недостаточность.

## Награды, почётные звания
- Государственная премия СССР (в составе коллектива авторов) за работы в области применения металлоорганических соединений в электронной технике (1976)[1].
- Профессор кафедры физики твёрдого тела МГУ им. М. В. Ломоносова.
- Заслуженный деятель науки РФ (12.07.1996).